# Шкурко, Василий Адамович
Васи́лий Ада́мович Шкурко́ (17 апреля 1919, Бурки, Минская губерния — 21 мая 1998) — белорусский юрист, кандидат юридических наук (1953), профессор (1979).

## Биография
Василий Адамович родился 17 апреля 1919 года в деревне Бурки Брагинского района Гомельской области. В 1937 году окончил педагогическое училище, после чего в г. Речица работал учителем, директором деревенской школы, а также параллельно заочно учился в Гомельском педагогическом институте на историко-филологическом факультете.
В ноябре 1939 года был призван в армию, участвовал в боевых действиях во время Великой Отечественной войны, где получил ранение. В 1950 году окончил юридический факультет Ленинградского государственного университета, а в 1953 году — аспирантуру этого университета.
1953 г. — защита кандидатской диссертации по теме "Борьба со служебной безответственностью по советскому уголовному праву".
С 1953 по 1958 год работал старшим преподавателем, доцентом, заведующим кафедры уголовного права и процесса Иркутского государственного университета, выполнял обязанности декана юридического факультета этого же университета.
В 1958—1962 годах — старший научный сотрудник отдела правовых наук АН БССР. С 1962 года Василий Адамович работал в Белорусском государственном университете доцентом. 1965—1972 гг. — декан юридического факультета БГУ. Позже работал доцентом, а также профессором кафедры уголовного права Белорусского государственного университета.

## Научная деятельность
Профессор Шкурко В. А. исследовал вопросы уголовного и исправительно-трудового права. Подготовил 3 кандидатов юридических наук. Автор более 60 научных работ, в том числе 7 монографий, 12 учебников и учебных пособий.
Василий Адамович — один из авторов двухтомного учебника "Уголовное право БССР" (1979), автор и редактор учебного пособия "Исправительно-трудовое право БССР" (1987), главный редактор семи изданий научно-практических комментариев к Уголовному кодексу БССР.

## Награды
- орден Отечественной войны 1-й степени
- медаль "За отвагу" и др. медали
- Почётная грамота Верховного Совета БССР.